# Anderson Talisca
Anderson Souza Conceição (Feira de Santana, 1 de febrero de 1994), conocido como Anderson Talisca, es un futbolista brasileño que juega como delantero en el Fenerbahçe S. K. de la Superliga de Turquía.

## Trayectoria

### Esporte Clube Bahia
Su primer partido en el Campeonato Brasileño de Serie A fue contra Corinthians el 7 de julio de 2013 e hizo su primer gol contra el São Paulo, en juego que terminó 2 x 1. El 1 de diciembre siguiente Talisca marcó gol dante do Cruzeiro, a los 44 minutos del segundo tiempo para que su equipo triunfara 2 x 1 y garantizara su paso a primera división.
En 2014 se destacó en el ámbito nacional. Se tornó punto de referencia para los cobros de faltas y disparos de fuerza desde fuera del área. Fue elegido como la estrella del Campeonato Baiano 2014, torneo que en que su equipo se coronó campeón por 45ª vez.
En el Campeonato Brasileño de Fútbol 2014 fue el mejor delantero del torneo, con 41 finalizaciones. Ganada así notoriedad nacional e internacional, Talisca despertó entonces el interés de varios clubes europeos.

### Al Nassr
Se unió al Al-Nassr F. C. en mayo de 2021, uniéndose a la Liga Profesional Saudita por una tarifa de transferencia reportada de $9.5 millones.

## Estadísticas
Actualizado al último partido jugado el 12 de agosto de 2025.
| Club | Div.          | Temporada     | Liga  | Liga  | Liga  | Estaduales(1) | Estaduales(1) | Estaduales(1) | Copas nacionales(2) | Copas nacionales(2) | Copas nacionales(2) | Torneos internacionales(3) | Torneos internacionales(3) | Torneos internacionales(3) | Total | Total | Total |
| Club | Div.          | Temporada     | Part. | Goles | Asis. | Part.         | Goles         | Asis.         | Part.               | Goles               | Asis.               | Part.                      | Goles                      | Asis.                      | Part. | Goles | Asis. |
| --- | ------------- | ------------- | ----- | ----- | ----- | ------------- | ------------- | ------------- | ------------------- | ------------------- | ------------------- | -------------------------- | -------------------------- | -------------------------- | ----- | ----- | ----- |
| E. C. Bahia · Brasil | 1.ª           | 2013          | 21    | 2     | 2     | 13            | 1             | 0             | 1                   | 0                   | 0                   | 3                          | 0                          | 0                          | 38    | 3     | 2     |
| E. C. Bahia · Brasil | 1.ª           | 2014          | 9     | 2     | 0     | 17            | 6             | 0             | 4                   | 0                   | 0                   | —                          | —                          | —                          | 30    | 8     | 0     |
| E. C. Bahia · Brasil | Total club    | Total club    | 30    | 4     | 2     | 30            | 7             | 0             | 5                   | 0                   | 0                   | 3                          | 0                          | 0                          | 68    | 11    | 2     |
| S. L. Benfica Portugal | 1.ª           | 2014-15       | 32    | 9     | 2     | —             | —             | —             | 6                   | 1                   | 1                   | 6                          | 1                          | 0                          | 44    | 11    | 3     |
| S. L. Benfica Portugal | 1.ª           | 2015-16       | 21    | 3     | 0     | —             | —             | —             | 8                   | 4                   | 1                   | 5                          | 2                          | 0                          | 34    | 9     | 1     |
| S. L. Benfica Portugal | Total club    | Total club    | 53    | 12    | 2     | —             | —             | —             | 14                  | 5                   | 2                   | 11                         | 3                          | 0                          | 78    | 20    | 4     |
| Beşiktaş J. K. Turquía | 1.ª           | 2016-17       | 22    | 13    | 2     | —             | —             | —             | 2                   | 1                   | 0                   | 9                          | 3                          | 4                          | 33    | 17    | 6     |
| Beşiktaş J. K. Turquía | 1.ª           | 2017-18       | 33    | 14    | 7     | —             | —             | —             | 6                   | 2                   | 1                   | 8                          | 4                          | 0                          | 47    | 20    | 8     |
| Beşiktaş J. K. Turquía | Total club    | Total club    | 55    | 27    | 9     | —             | —             | —             | 8                   | 3                   | 1                   | 17                         | 7                          | 4                          | 80    | 37    | 14    |
| Guangzhou F. C. China | 1.ª           | 2018          | 18    | 16    | 8     | —             | —             | —             | —                   | —                   | —                   | —                          | —                          | —                          | 18    | 16    | 8     |
| Guangzhou F. C. China | 1.ª           | 2019          | 18    | 11    | 3     | —             | —             | —             | 1                   | 0                   | 0                   | 8                          | 5                          | 0                          | 27    | 16    | 3     |
| Guangzhou F. C. China | 1.ª           | 2020          | 17    | 6     | 2     | —             | —             | —             | —                   | —                   | —                   | 3                          | 1                          | 0                          | 20    | 7     | 2     |
| Guangzhou F. C. China | 1.ª           | 2021          | —     | —     | —     | —             | —             | —             | —                   | —                   | —                   | —                          | —                          | —                          | 0     | 0     | 0     |
| Guangzhou F. C. China | Total club    | Total club    | 53    | 33    | 13    | —             | —             | —             | 1                   | 0                   | 0                   | 11                         | 6                          | 0                          | 65    | 39    | 13    |
| Al-Nassr F. C. Arabia Saudita | 1.ª           | 2021-22       | 28    | 20    | 2     | —             | —             | —             | 2                   | 1                   | 0                   | 3                          | 1                          | 2                          | 33    | 22    | 4     |
| Al-Nassr F. C. Arabia Saudita | 1.ª           | 2022-23       | 23    | 20    | 2     | —             | —             | —             | 4                   | 1                   | 0                   | —                          | —                          | —                          | 27    | 21    | 2     |
| Al-Nassr F. C. Arabia Saudita | 1.ª           | 2023-24       | 17    | 16    | 4     | —             | —             | —             | 2                   | 1                   | 0                   | 11                         | 9                          | 2                          | 30    | 26    | 6     |
| Al-Nassr F. C. Arabia Saudita | 1.ª           | 2024-25       | 10    | 6     | 0     | —             | —             | —             | 4                   | 0                   | 0                   | 5                          | 2                          | 0                          | 19    | 8     | 0     |
| Al-Nassr F. C. Arabia Saudita | Total club    | Total club    | 78    | 62    | 8     | —             | —             | —             | 12                  | 3                   | 0                   | 19                         | 12                         | 4                          | 109   | 77    | 12    |
| Fenerbahçe S. K. Turquía | 1.ª           | 2024-25       | 16    | 9     | 1     | —             | —             | —             | 3                   | 3                   | 1                   | 4                          | 0                          | 0                          | 23    | 12    | 2     |
| Fenerbahçe S. K. Turquía | 1.ª           | 2025-26       | 0     | 0     | 0     | —             | —             | —             | 0                   | 0                   | 0                   | 1                          | 1                          | 0                          | 1     | 1     | 0     |
| Fenerbahçe S. K. Turquía | Total club    | Total club    | 16    | 9     | 1     | —             | —             | —             | 3                   | 3                   | 1                   | 5                          | 1                          | 0                          | 24    | 13    | 2     |
| Total carrera | Total carrera | Total carrera | 285   | 147   | 35    | 30            | 7             | 0             | 43                  | 14                  | 4                   | 66                         | 29                         | 8                          | 424   | 197   | 47    |
| (1) Incluye datos del Campeonato Baiano y de la Copa do Nordeste .(2) Incluye datos de la Copa de Brasil, Copa de la Liga de Portugal, Copa de Portugal, Supercopa de Portugal Copa de China, Copa del Rey y Supercopa de Arabia Saudita. (3) Incluye datos de la Copa Sudamericana, Liga de Campeones de la UEFA, Liga Europa de la UEFA, Liga de Campeones de la AFC y Campeonato de Clubes Árabes. |               |               |       |       |       |               |               |               |                     |                     |                     |                            |                            |                            |       |       |       |

## Palmarés

### Títulos estatales
| Título            | Club        | Estado | Año  |
| ----------------- | ----------- | ------ | ---- |
| Campeonato Baiano | E. C. Bahia | Bahía  | 2014 |

### Títulos nacionales
| Título                | Club                 | País     | Año  |
| --------------------- | -------------------- | -------- | ---- |
| Supercopa de Portugal | S. L. Benfica        | Portugal | 2014 |
| Primeira Liga         | S. L. Benfica        | Portugal | 2015 |
| Copa de la Liga       | S. L. Benfica        | Portugal | 2015 |
| Primeira Liga         | S. L. Benfica        | Portugal | 2016 |
| Copa de la Liga       | S. L. Benfica        | Portugal | 2016 |
| Superliga de Turquía  | Beşiktaş J. K.       | Turquía  | 2017 |
| Superliga de China    | Guangzhou Evergrande | China    | 2019 |

### Títulos internacionales
| Título                      | Club           | País           | Año  |
| --------------------------- | -------------- | -------------- | ---- |
| Campeonato de Clubes Árabes | Al-Nassr F. C. | Arabia Saudita | 2023 |

### Distinciones individuales
| Distinción                                        | Año  |
| ------------------------------------------------- | ---- |
| Estrella del Campeonato Baiano                    | 2014 |
| Incluido en el Equipo Ideal del Campeonato Baiano | 2014 |
| Mejor Jugador de la Taça de Honra                 | 2014 |
| Goleador de la Taça da Liga (4 goles)             | 2016 |